# The Happy Jazz of Osie Johnson
| Recensione | Giudizio |
| ---------- | -------- |
| AllMusic   | [ 1 ]    |

The Happy Jazz of Osie Johnson è un album discografico raccolta del batterista jazz statunitense Osie Johnson, pubblicato dall'etichetta discografica Bethlehem Records nel gennaio del 1957.

## Tracce
Lato A
1. Osmosis – 3:36 (Osie Johnson)
2. Don't Bug Me, Hug Me – 3:57 (Osie Johnson)
3. Flute to Boot – 3:34 (Leonard Feather)
4. Cat Walk – 6:13 (Osie Johnson)
5. Johnson's Whacks – 3:51 (Leonard Feather)

Lato B
1. The Desert Song – 2:24 (Sigmund Romberg)
2. Blues for the Camels – 3:46 (Dick Katz)
3. I Don't Want to Cry Anymore – 2:35 (Victor Schertzinger)
4. Osie's Oasis – 4:33 (Osie Johnson)
5. Jumpin' at the Water Hole – 3:56 (Osie Johnson)
6. Midnight Mirage – 2:53 (Osie Johnson)

## Musicisti
Osimosis / Flute to Boot / Johnson's Whacks / Blues for the Camels
- Osie Johnson - batteria, leader
- Frank Wess - sassofono tenore, flauto
- Benny Powell - trombone
- Dick Katz - pianoforte
- Eddie Jones - contrabbasso

Don't Bug Me, Hug Me / Cat Walk / Jumpin' at the Water Hole
- Osie Johnson - batteria, leader
- Osie Johnson - voce (brano: Don't Bug Me, Hug Me)
- Thad Jones - tromba
- Frank Wess - sassofono tenore, flauto
- Bill Hughes - trombone
- Dick Katz - pianoforte
- Milt Hinton - contrabbasso

I Don't Want to Cry Anymore
- Osie Johnson - batteria, leader
- Thad Jones - tromba
- Frank Wess - sassofono tenore, flauto
- Henry Coker - trombone
- Dick Katz - pianoforte
- Milt Hinton - contrabbasso

The Desert Song / Osie's Oasis / Midnight Mirage
- Osie Johnson - batteria, leader
- Thad Jones - tromba
- Chiefy Salaam - tromba
- Henry Coker - trombone
- Ernie Wilkins - sassofono alto
- Frank Wess - sassofono tenore, flauto
- Charlie Fowlkes - sassofono baritono
- Wendell Marshall - contrabbasso[3]